# Émile Jungfleisch
Pour les articles homonymes, voir Jungfleisch.
Émile Clément Jungfleisch (21 décembre 1839 à Paris - 23 avril 1916 à Paris) est un chimiste et pharmacien français. 

## Biographie
Né en 1839, il est reçu à l'internat de l'école supérieure  de pharmacie à Paris, obtient une licence es sciences physiques en 1866, soutient une thèse en chimie organique en 1868 sur les dérivés chlorés de la benzine, une thèse de pharmacie sur les anilines chlorés en 1869. Il est nommé préparateur des cours de chimie à l'école de pharmacie. Il présente l'agrégation et a la charge du cours de chimie organique comme suppléant de Berthelot. En 1876, il est nommé professeur de chimie organique à l'école supérieure de pharmacie de Paris. En 1908, il succède à Berthelot au Collège de France.
Ses travaux portent sur la chimie minérales et sur la chimie organique.  Il a étudié la dissymétrie moléculaire et la synthèse de substances douées de pouvoir rotatoire.
Jungfleish est élu à l'Académie nationale de médecine en 1880 et à l'Académie des sciences, en 1909.
Il est inhumé au cimetière du Père-Lachaise (25e division).

## Iconographie
Une plaquette à l'effigie du professeur Jungfleisch a été réalisée en 1910 par le médecin et sculpteur Paul Richer. Un exemplaire est conservé au musée Carnavalet (ND 03000).

## Source
- Émile Jungfleisch (1839-1916) in Laurence Lestel, Itinéraires de chimistes : 1857-2007, 150 ans de chimie en France avec les présidents de la SFC, Les Ulis, France : EDP Sciences ; Paris : SFC, 2007.  (ISBN 9782868839152)